# Мисионар
Мисионар је члан верске групе који је послат у неко подручје да прозелитира и/или извршава министарство служби, као што су образовање, писменост, социјална правда, здравствена заштита и привредни развој. Реч „мисија” потиче из 1598. када су Исусовци послали чланове у иностранство. Изведена је од латинске речи missionem (ном. missio) — „чин слања” или mittere — „послати”. Реч је коришћена у светлу њене библијске употребе; у латиничком преводу Библије, Христ користи ову реч када шаље ученике да проповедају Јеванђеље у његово име. Термин се најчешће користи за хришћанске мисије, али се може користити за било које веровање или идеологију.